# Мухамед ибн Наиф
Мухамед ибн Наиф (арап. محمد بن نايف بن عبد العزيز ال سعود, Мухамед ибн Наиф Абдулазиз ел Сауд), је рођен 30. августа 1959. године, Џеда (Мека). Титуларни владар принц Мухамед, био је министар унутрашњих послова Саудијске Арабије. Он је син бившег саудијског министра унутрашњих послова Абдулазиза и унук оснивача државе Ибн Сауда. Након смрти краља Абдулаха у јануару 2015. године, нови краљ Салман именовао га је за заменика престолонаследника, 28. априла 2015. године као нови престолонаследник.  Тиме је до јуна 2017. био први у реду сукцесије престола Саудијске Арабије, али је потом изгубио овај статус. У марту 2020. године, Мухамед ибн Наиф и краљев брат Ахмед ибн Абд ел-Азиз су ухапшени под оптужбом за издају (наводна припрема пуча за развлашћење краља и његовог новог престолонаследника Мухамеда ибн Салмана ) по налогу истог принца.

## Живот и каријера
Мохамед ибн Наиф је студирао у Ријаду и Сједињеним Државама, где је дипломирао академске студије политичке науке 1981. Након рада у приватном сектору, 13. маја 1999. именован је за државног секретара у Министарству унутрашњих послова, шест година касније унапређен је у чин заменика министра унутрашњих послова, на којој је функцији био до 20. јуна 2017. године. На обе функције, Наиф је био одговоран за унутрашњу безбедност и питања борбе против тероризма. Тиме је стекао међународну репутацију за своје антитерористичке програме.
Преживео је покушај атентата 27. августа 2009. од стране Ал Каидае. Бомбаш самоубица Абдулах ел Асири, који је у Саудијској Арабији тражен због тероризма, претходно је телефоном најавио да жели да се преда. Принц Мухамед је пристао на састанак. На пријему у канцеларији принца Мохамеда, атентатор је активирао експлозив скривен у његовом телу.
Принц Мухамед је 5. новембра 2012. именован за министра унутрашњих послова, наследивши принца Ахмеда. Након смрти краља Абдулаха, Наифа је нови краљ Салман именовао 23. јануара 2015. за заменика престолонаследника и другог потпредседника владе. Био је трећи у држави иза Салмана и престолонаследника Мукрина. У априлу 2015. краљ га је поставио за новог престолонаследника. Наставио је да обавља дужност министра унутрашњих послова. Сматра се експертом своје земље за борбу против тероризма и пријатељем Сједињених Држава.
Француски председник Франсоа Оланд одликовао га је 4. марта 2016. Орденом Легије части.
Краљ Салман је 20. јуна 2017. поново променио линију сукцесије. Принц Мохамед ибн Наиф је тиме изгубио статус престолонаследника од принца Мохамеда бин Салмана, сина Салмана, и такође је био приморан да поднесе оставку на функцију министра унутрашњих послова.
Мохамед ибн Наиф је ожењен и има две ћерке.

## Заменик престолонаследника
Дана 23. јануара 2015. објављено је да је краљ Салман именовао Мухамеда бин Најефа за заменика престолонаследника. Ова најава је наводно помогла да се смири страх од династичке нестабилности у вези са линијом сукцесије. Тако је принц Мухамед постао први из своје генерације који је званично дошао у ред за престо. Поред својих других функција, принц Мухамед је именован за председника Савета за политичка и безбедносна питања који је основан 29. јануара 2015.